# Estadio Blakes Estate
El Estadio Blakes Estate (en inglés: Blakes Estate Stadium) es un estadio de fútbol en la isla caribeña y territorio británico de ultramar de Montserrat, cerca del pueblo de Lookout. El estadio tiene capacidad para recibir a una aproximado de 1.000 espectadores. El 2 de abril de 2002 se completó con el nombre oficial de MFA Inc. Complex (Complejo MFA Inc.) utilizando fondos de la FIFA.
El estadio fue anfitrión de la ronda pre-eliminatoria de la Clasificatorias de la Copa Caribeña 2014.
Después de que entrara en erupción el volcán Soufrière Hills en 1995, la población de la isla de 102 kilómetros cuadrados se redujo de unos 12.000 habitantes a algo más de 5.000. De esta manera, casi una quinta parte de la población total de Montserrat podría presenciar un juego en el Blakes Estate, y el estadio es capaz de albergar a toda la población de Brades, la capital de facto de la isla luego de que Plymouth quedara despoblada tras la erupción volcánica.